# アラン・マルケス・ロウレイロ
アラン（Allan）こと、アラン・マルケス・ロウレイロ（Allan Marques Loureiro、1991年1月8日 - ）は、ブラジル・リオデジャネイロ州リオデジャネイロ出身のサッカー選手。UAEプロリーグ・アル・ワフダ・アブダビ所属。元ブラジル代表。ポジションはミッドフィールダー（MF）。

## 経歴
母国ブラジルのマドゥレイラECのユースチームにて育つ。その後、レンタル移籍をしたCRヴァスコ・ダ・ガマにてプロデビュー。2011年にはコパ・ド・ブラジル優勝も経験した。2011年、FIFA U-20ワールドカップに臨むU-20ブラジル代表に選出され、優勝を経験。
2012年、グラナダCFに移籍し、その後セリエAのウディネーゼ・カルチョへレンタルされた。2012-2013シーズンは欧州5大リーグで最も多くのタックル成功数を記録し、完全移籍に移行した2014-15シーズンにはセリエA最多となる127回のタックルを成功させた。2015年まで3季連続で30試合以上に出場するなどウディネーゼでは主力として活躍していた。
2015年7月21日、SSCナポリへ移籍。1200万ユーロの移籍金に加えドゥバン・サパタ（2年間レンタル）とのトレードでの移籍となった。
2020年9月5日、エヴァートンFCと2023年6月までの契約を結んだことが発表された。
2022-23シーズンはイドリッサ・ゲイェやアマドゥ・オナナの加入、さらにアレックス・イウォビの中盤へのコンバートの影響で開幕から試合出場がなく、9月25日にUAEプロリーグのアル・ワフダに2年契約で完全移籍することが発表された。
2024年、ボタフォゴFRに移籍し、同シーズン17試合に出場。2025シーズンにはクラブW杯に初出場し、2024-2025CL王者であるPSG戦で先発出場をし、勝利をしている。

## 代表経歴
2018 FIFAワールドカップでのブラジル代表から落選したアランは、大会終了後にイタリア国籍を取得したこともあり、イタリア代表入りを目指すものと思われていたが、ジョルジーニョの二の舞を避けたかった代表監督チッチは、アランにブラジル代表へ招集することを約束。2018年10月26日、11月の親善試合にむけた代表に向けたブラジル代表へ初招集。コパ・アメリカ2019にも招集され、4試合に出場し、優勝に貢献した。

## 代表歴

### 出場大会
- U-20ブラジル代表
  - 2011年 - 2011 FIFA U-20ワールドカップ（優勝）
- ブラジル代表
  - 2019年 - コパ・アメリカ2019（優勝）

### 試合数
2020年11月14日現在
国際Aマッチ 10試合 0得点（2018年 - 2020年）
| ブラジル代表 | 国際Aマッチ | 国際Aマッチ |
| 年           | 出場        | 得点        |
| ------------ | ----------- | ----------- |
| 2018         | 2           | 0           |
| 2019         | 7           | 0           |
| 2020         | 1           | 0           |
| 通算         | 10          | 0           |

## タイトル

### クラブ
CRヴァスコ・ダ・ガマ
- コパ・ド・ブラジル：1回（2011）

ナポリ
- コッパ・イタリア ; 1回 (2019-2020)

### 代表
U-20ブラジル代表
- FIFA U-20ワールドカップ：1回（2011）

ブラジル代表
- コパ・アメリカ：1回 (2019)